# Korinthoszi-öböl
A Korinthoszi-öböl a Földközi-tenger egyik apró partszakasza Görögország partjai mentén a maga 4160 km² területével, 935 m maximális vízmélységével.

## Leírása

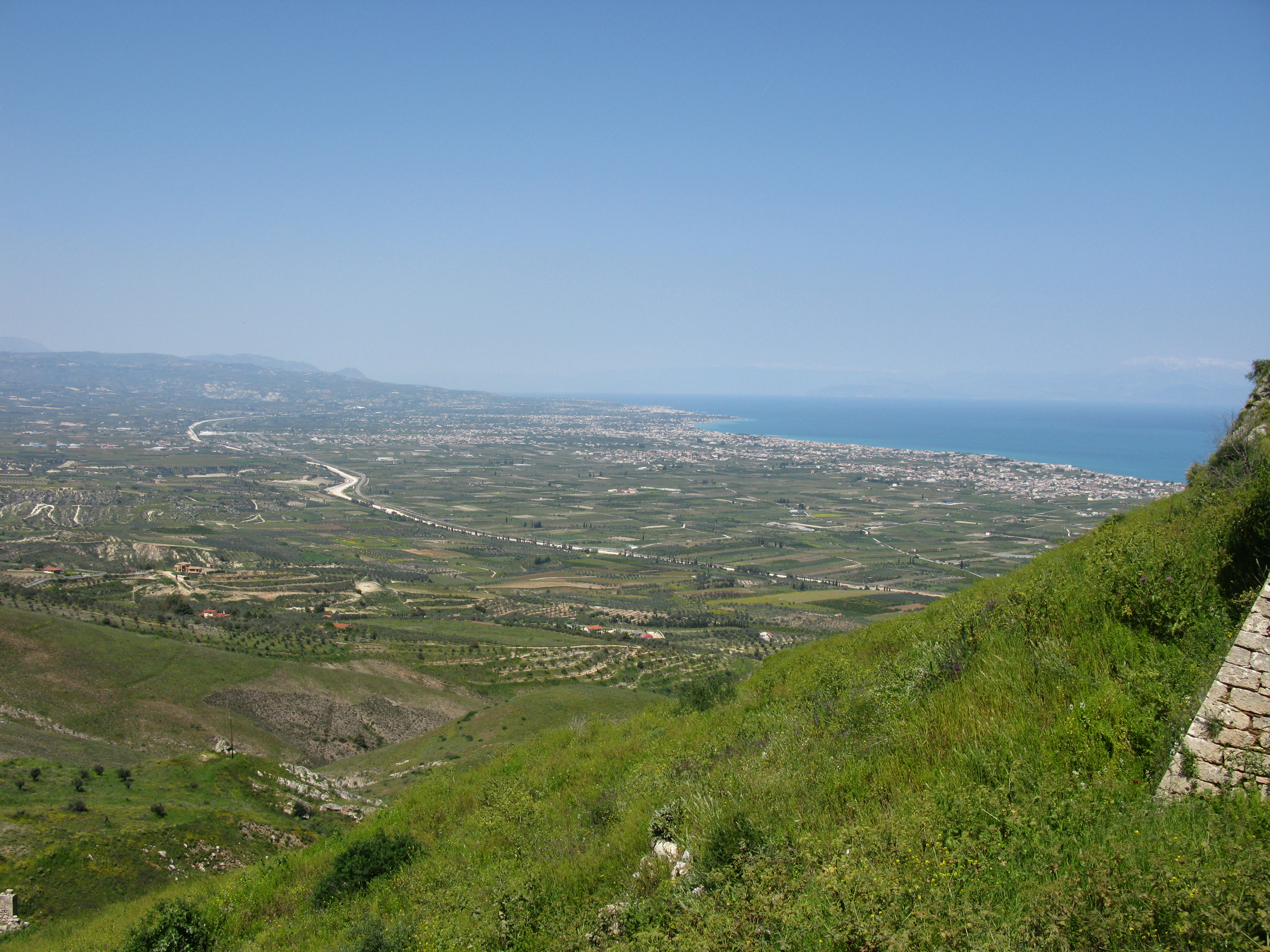
A Korinthoszi-öböl Acrocorinth felől

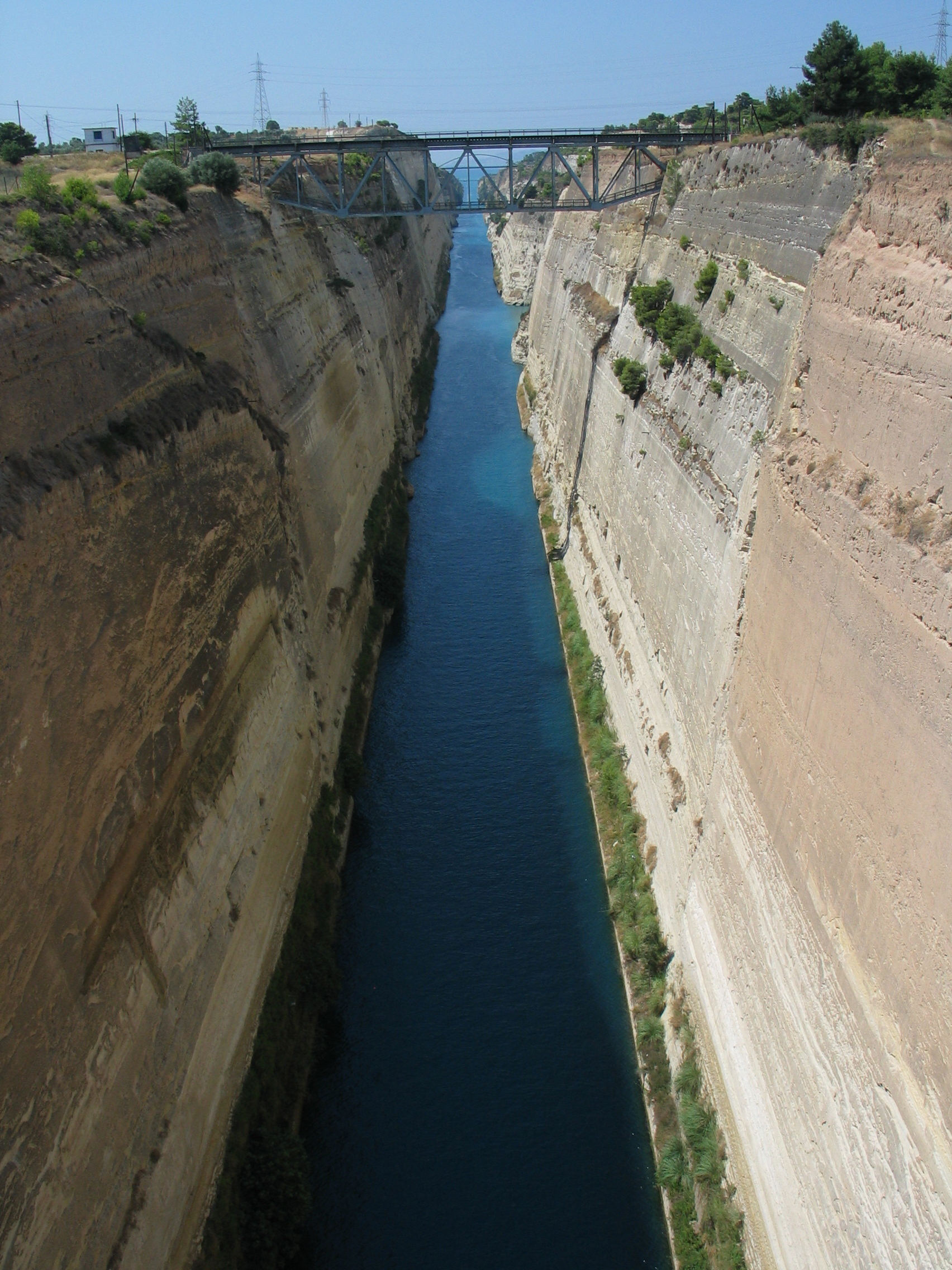
A Korinthoszi-csatorna

A Korinthoszi-öböl (görögül: Κορινθιακός Kόλπος, Korinthiakós Kólpos) egy mély vízű bejárat a Jón-tenger felől, amely a Peloponnészoszt Görögország nyugati szárazföldjétől választja el. Ezt határolja keleten a Korinthoszi-földszoros, amely a hajózásra tervezett Korinthoszi-csatornát, valamint nyugat felé a Rio-szorost is magába foglalja, amely kiszélesíti a rövidebb Patrasz-öblöt (a Jón-tenger része), amelyek legkeskenyebb pontján vezet át 2004 óta a Rio-Antirio híd. Az öblöt nagyobb közigazgatási egységek (prefektúrák) határolják: Etoloakarnanía prefektúra és Phocisz az északi, Boiótia az északkeleti, Attika a keleti, Corinthia a délkeleti és déli, Achaea a délnyugati részen. Az öböl tektonikus mozgás tekintetében hasonló Izlandhoz és Törökországhoz, kb. 10 mm/év.
A középkorban az öböl Lepantói-öbölként volt ismert.
Szállítási útvonalak tekintetében a görög kereskedelmi kikötő, Pireusz a távolabbi, jobbára déli uticélok felé, míg az északi-nyugati görög kikötő Igumeníca a Földközi-tenger nyugati medencéje és az északi félteke kikötői felé, és végig az öböl mentén történő hajózásra szolgál. Átkelés Aigio és Agios Nikolaos között kompjáratokkal, az öböl nyugati részén történik.
- Hossza: 130 km
- Szélessége: 32 km
- Max. mélysége: 935 m

## Geológia
Az öblöt egy tektonikus hasadék növekedése hozta létre az Anatóliai-lemez nyugat felé mozgása következtében 10 mm-rel évente. A környező törések képesek akár a Richter-skála szerinti, akár 6,8-as földrengéseket is kiváltani, bár ezek viszonylag ritkán fordulnak elő.

## Természet

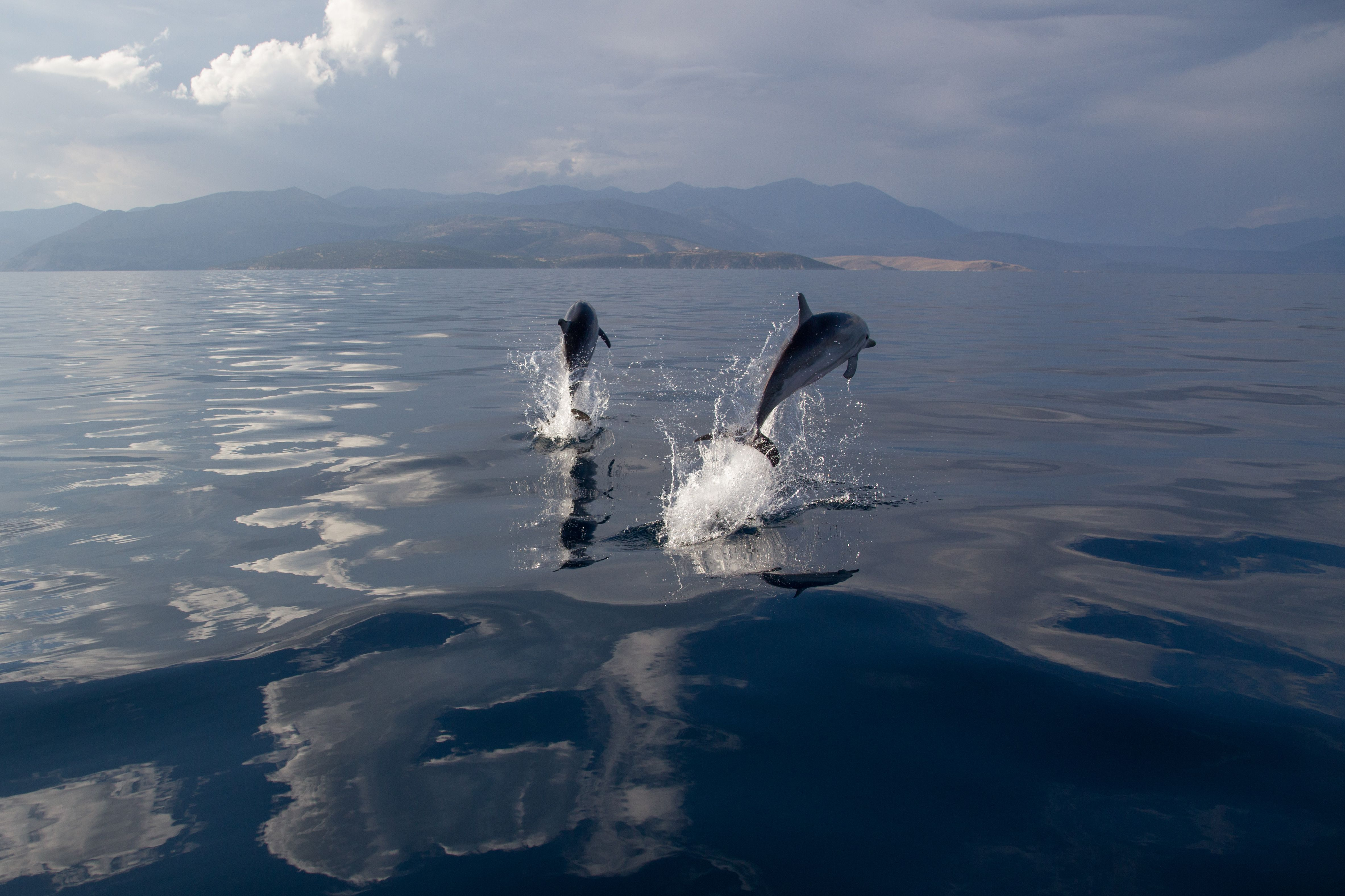
Csíkos delfinek ugrálása a Korinthoszi-öbölben

Cetfélék, mint a közönséges barázdásbálna, vagy a delfin néha bejönnek a Korinthoszi-öbölbe.

## Öblök
- Alkyonidesz, kelet
- Krissza, észak
- Antikyra, észak
- Dombraina (Domvrena), észak
- Rio-szoros, nyugat

## Szigetek
- Trizonia (az egyetlen lakott), Alkyonides-szigetek (szigetcsoport), Ambelos (sziget), Fonias (sziget), Prassoudi (sziget)

## Hidak
- Rio-Antirio híd

## Városok
Az öböl melletti városok:
- Nauaktosz (északnyugati)
- Szergoula, kikötő, strand
- Glifáda, nincs kikötő
- Szpiliász, nincs kikötő
- Kallithea, Phokisz (észak)
- Galaxidi (észak), kis kikötő
- Itea (észak), kis kikötő
- Kirra (észak), nincs kikötő
- Agiosz Vaszileiosz, kis kikötő
- Porto Germeno (Aigosthena), kelet, kis kikötő, strand
- Pszátha, kelet, hatalmas strand
- Sztou Panouszi, (délkelet)
- Loutraki, nincs kikötő
- Korinthosz (délkelet)
- Kiato (délkelet)
- Xylókasztro (dél)
- Derveni
- Krathio (délnyugati) kikötő
- Diakopto (délnyugati), tengerparti város
- Aigio (délnyugati)
- Pátra (délkelet), nagyobb kikötő
- Longo (délnyugati)
- Szelianitika (délnyugati)
- Akoli Strand (délnyugati)
- Kato Rodina (nyugat-délnyugat)
- Pszathopyrgosz (nyugat)

## Mellékfolyók

### Északi
- Mornosz folyó

### Déli
- Volinaiosz folyó
- Szelemnosz folyó
- Arachovitika és Drepano Creek-A
- Szelinounta folyó
- Vouraikosz folyó
- Diakopto keleti folyó
- Sztygasz folyó
- Zacholitikosz folyó
- Asopusz folyó (Corinthia)
- Szythasz folyó - Xylokasztro

## Fordítás
- Ez a szócikk részben vagy egészben  a   Gulf of Corinth című angol Wikipédia-szócikk ezen változatának fordításán alapul.  Az eredeti cikk szerkesztőit annak laptörténete sorolja fel. Ez a jelzés csupán a megfogalmazás eredetét és a szerzői jogokat jelzi, nem szolgál a cikkben szereplő információk forrásmegjelöléseként.